# Trượt tuyết tự do tại Thế vận hội Mùa đông 2018 - Lòng máng nam
Nội dung lòng máng nam của môn trượt tuyết tự do tại Thế vận hội Mùa đông 2018 diễn ra vào ngày 20 và 22 tháng 2 năm 2018 tại Công viên Phoenix Bogwang, Pyeongchang, Hàn Quốc.

## Kết quả

### Vòng loại
Q — Lọt vào chung kết
Top 12 vận động viên ở vòng loại lọt vào chung kết.
| Hạng | Số áo | Tên                        | Quốc gia                     | Lượt 1 | Lượt 2 | Tốt nhất | Ghi chú |
| ---- | ----- | -------------------------- | ---------------------------- | ------ | ------ | -------- | ------- |
| 1    | 3     | Aaron Blunck               | Hoa Kỳ                       | 63.20  | 94.40  | 94.40    | Q       |
| 2    | 1     | Alex Ferreira              | Hoa Kỳ                       | 92.60  | 43.40  | 92.60    | Q       |
| 3    | 7     | Torin Yater-Wallace        | Hoa Kỳ                       | 89.60  | 33.60  | 89.60    | Q       |
| 4    | 27    | Byron Wells                | New Zealand                  | 88.60  | 42.00  | 88.60    | Q       |
| 5    | 16    | Beau-James Wells           | New Zealand                  | 86.20  | 88.20  | 88.20    | Q       |
| 6    | 5     | Kevin Rolland              | Pháp                         | 87.80  | 37.80  | 87.80    | Q       |
| 7    | 9     | Mike Riddle                | Canada                       | 6.40   | 82.20  | 82.20    | Q       |
| 8    | 2     | David Wise                 | Hoa Kỳ                       | 24.80  | 79.60  | 79.60    | Q       |
| 9    | 6     | Noah Bowman                | Canada                       | 43.00  | 77.20  | 77.20    | Q       |
| 10   | 8     | Thomas Krief               | Pháp                         | 74.40  | 25.80  | 74.40    | Q       |
| 11   | 15    | Nico Porteous              | New Zealand                  | 51.20  | 72.80  | 72.80    | Q       |
| 12   | 19    | Andreas Gohl               | Áo                           | 68.60  | 31.60  | 68.60    | Q       |
| 13   | 4     | Simon d'Artois             | Canada                       | 66.60  | 40.40  | 66.60    |         |
| 14   | 21    | Murray Buchan              | Anh Quốc                     | 66.00  | 65.40  | 66.00    |         |
| 15   | 12    | Peter Speight              | Anh Quốc                     | 3.80   | 64.60  | 64.60    |         |
| 16   | 20    | Lukas Müllauer             | Áo                           | 17.00  | 63.60  | 63.60    |         |
| 17   | 22    | Miguel Porteous            | New Zealand                  | 40.40  | 62.60  | 62.60    |         |
| 18   | 10    | Joel Gisler                | Thụy Sĩ                      | 59.80  | 9.80   | 59.80    |         |
| 19   | 14    | Rafael Kreienbühl          | Thụy Sĩ                      | 55.20  | 22.20  | 55.20    |         |
| 20   | 24    | Mao Bingqiang              | Trung Quốc                   | 53.00  | 54.60  | 54.60    |         |
| 21   | 18    | Marco Ladner               | Áo                           | 54.20  | 39.40  | 54.20    |         |
| 22   | 23    | Brendan Newby              | Ireland                      | 53.80  | 53.80  | 53.80    |         |
| 23   | 26    | Kong Xiangrui              | Trung Quốc                   | 47.40  | 50.80  | 50.80    |         |
| 24   | 13    | Pavel Chupa                | Vận động viên Olympic từ Nga | 46.80  | 25.80  | 46.80    |         |
| 25   | 11    | Robin Briguet              | Thụy Sĩ                      | 23.00  | 29.40  | 29.40    |         |
| 26   | 17    | Alexander Glavatsky-Yeadon | Anh Quốc                     | 10.80  | 15.00  | 15.00    |         |
| 27   | 25    | Lee Kang-bok               | Hàn Quốc                     | 5.80   | 13.00  | 13.00    |         |

### Chung kết
Chung kết diễn ra vào lúc 12:22 ngày 22 tháng 2 năm 2018.
| Hạng | Thứ tự xuất phát | Số áo | Tên                 | Quốc gia    | Lượt 1 | Lượt 2 | Lượt 3 | Tốt nhất | Notes |
| ---- | ---------------- | ----- | ------------------- | ----------- | ------ | ------ | ------ | -------- | ----- |
| 1    | 5                | 2     | David Wise          | Hoa Kỳ      | 17.00  | 6.40   | 97.20  | 97.20    |       |
| 2    | 11               | 1     | Alex Ferreira       | Hoa Kỳ      | 92.60  | 96.00  | 96.40  | 96.40    |       |
| 3    | 2                | 15    | Nico Porteous       | New Zealand | 82.40  | 94.80  | 30.00  | 94.80    |       |
| 4    | 8                | 16    | Beau-James Wells    | New Zealand | 87.40  | 52.20  | 91.60  | 91.60    |       |
| 5    | 4                | 6     | Noah Bowman         | Canada      | 89.40  | 19.20  | 11.20  | 89.40    |       |
| 6    | 6                | 9     | Mike Riddle         | Canada      | 85.40  | 26.00  | 27.40  | 85.40    |       |
| 7    | 12               | 3     | Aaron Blunck        | Hoa Kỳ      | 81.40  | 5.60   | 84.80  | 84.80    |       |
| 8    | 1                | 19    | Andreas Gohl        | Áo          | 14.60  | 46.00  | 68.80  | 68.80    |       |
| 9    | 10               | 7     | Torin Yater-Wallace | Hoa Kỳ      | 65.20  | 28.80  | 12.20  | 65.20    |       |
| 10   | 3                | 8     | Thomas Krief        | Pháp        | 9.80   | DNS    | DNS    | 9.80     |       |
| 11   | 7                | 5     | Kevin Rolland       | Pháp        | 6.40   | 6.40   | 5.60   | 6.40     |       |
| 12   | 9                | 27    | Byron Wells         | New Zealand | DNS    | DNS    | DNS    | DNS      |       |